# The Shirelles
The Shirelles là một nhóm nhạc nữ người Mỹ đáng chú ý về nhịp điệu và nhạc blues, nhạc doo-wop và nhạc soul và trở nên nổi tiếng vào đầu những năm 1960. Họ bao gồm những người bạn học Shirley Owens (sau này là Shirley Alston Reeves), Doris Coley (sau là Doris Kenner-Jackson), Addie "Micki" Harris (sau là Addie Harris McFadden) và Beverly Lee.
Được thành lập vào năm 1957 cho một chương trình tài năng tại trường trung học của họ, họ đã được Florence Greenberg của Tiara Records ký hợp đồng. Đĩa đơn đầu tiên của họ, "I Met Him on a Sunday", được Tiara phát hành và được Decca Records cấp phép vào năm 1958. Sau một thời gian ngắn và không thành công với Decca, họ đã cùng Greenberg đến công ty mới thành lập của cô, Scepter Records. Chuyển sang làm việc với Luther Dixon, nhóm đã trở nên nổi tiếng với bài hát "Tonight's the Night". Sau một thời gian hợp tác thành công với Dixon và được Sinceter quảng bá, với bảy bài hát hit hàng đầu, ban nhạc The Shirelles rời khỏi Sinceter vào năm 1966. Sau đó, họ đã không thể duy trì sự nổi tiếng trước đó.
Shirelles đã được mô tả là có "âm thanh của các nữ sinh ngây thơ" trái ngược với chủ đề tình dục trong nhiều bài hát của họ. Một số bản hit của họ đã sử dụng dây và nhạc baião. Họ đã được ghi nhận với việc ra mắt thể loại nhóm nhạc nữ, với phần lớn âm nhạc của họ phản ánh bản chất của thể loại này. Sự chấp nhận của họ bởi cả khán giả da trắng và da đen, trước những hành vi Motown, đã được ghi nhận là phản ánh sự thành công ban đầu của Phong trào Dân quyền. Họ đã nhận được nhiều danh hiệu, bao gồm Giải thưởng Tiên phong từ Quỹ Nhịp điệu và Blues, cũng như được giới thiệu vào Đại sảnh Danh vọng Rock and Roll năm 1996, và được vinh danh là một trong 100 Nghệ sĩ vĩ đại nhất mọi thời đại của tạp chí Rolling Stone năm 2004. Hai trong số các bài hát của họ, "Will You Love Me Tom" và "Tonight's the Night", được tạp chí Rolling Stone chọn vào danh sách những bài hát hay nhất mọi thời đại.